# Азім-уд-Даула
Мухаммад Алі-хан Валаджах (урду عظیم الدولہ; нар. 1775 — 2 серпня 1819) — 11-й наваб Аркоту у 1801—1819 роках.

## Життєпис
Походив з Другої династії Аркот (відома як династія Анварійя або також династія Равтхер). Онук наваба Мухаммада Алі-хана Валаджаха, старший син Амір уль-Умара. Народився 1775 року. 1801 року після раптової смерті стрийка — наваба Умдата уль-Умари успадкував владу. Вже 26 липння того ж року під тиском змушений був підписати з Британською Ост-Індською компанією так званну Карнатакську угоду, за якою передав цивільне та муніципальне управління навабством Компанії. Йому залишалася 1/5 частина доходів країни, тобто 1,2 млн рупій на рік. та право на свою честь салют з 21 гармат. Таким чином, Азім-уд-Даула був зведений до становища простого титулярного правителя.
З цього часу не мав жодного впливу, приділяючи увагу розвагам, бенкетам, будівництву. Він помер у палаці Чепаук 1819 року і був похований у Трихінополі. Йому спадкував старший син Азам Джах.